# تامین مالی بنگاه‌های کوچک
تأمین مالی بنگاه‌های کوچک؛ به ابزارهایی اشاره دارد که از طریق آنها یک کارآفرین برای راه اندازی یک شرکت یا فعالیت کوچک تجاری جدید یا کسب پول برای تأمین مالی فعالیت‌های بازرگانی و اقتصادی فعلی یا آتی یک شرکت کوچک موجود ، کسب سرمایه می‌کند.
امروزه بنگاه‌های کوچک نقش انکارناپذیری در اقتصاد کشورها دارند. از ملزومات اساسی راه اندازی و بقای بنگاه‌های کوچک، مسئله تامین سرمایه مورد نیاز است؛ لذا بررسی روشهای گوناگون تامین مالی بنگاه‌های کوچک به کارآفرینان کمک می‌کند تا بقاء شرکت خود را تضمین کنند. بررسی‌ها نشان می‌دهد که بنگاه‌های کوچک در مراحل مختلف عمر خود از روشهای مختلفی برای تامین سرمایه مورد نیاز استفاده می‌کنند. منابعی چون منابع داخلی، قرض و بدهی و … در مراحل مختلف چرخه حیات بنگاه‌های کوچک مورد استفاده قرار می‌گیرند.
روش‌های زیادی برای تامین مالی یک شرکت جدید یا فعلی وجود دارد که هر کدام مزایا و محدودیت‌های خاص خود را دارند. در پی بحران مالی ۰۸–۲۰۰۷، در دسترس بودن روش‌های سنتی تامین مالی بنگاه‌های کوچک به‌طور چشمگیری کاهش یافت. در همان موقع، انواع جایگزینی برای تامین مالی بنگاه‌های کوچک پدیدار شد.

## روش‌های سنتی تامین مالی بنگاه‌های کوچک
به‌طور سنتی دو گزینه برای کارآفرینانی که به دنبال تأمین مالی بنگاه کوچک خود هستند در دسترس است:

### استقراض وجوه (تأمین مالی از طریق بدهی)
در روش تامین مالی از طریق بدهی، صاحبان شرکت در عین حال که مالکیت شرکت را در اختیار دارند و توان تصمیم‌گیری خود را از دست نخواهند داد، اصل بدهی به همراه سود متعلقه در دوره‌های آتی را تعهد می‌کنند. مهم‌ترین منابع تامین مالی از طریق بدهی عبارتند از: بانک‌ها، اعتبار تجاری، عرضه‌کنندگان تجهیزات، شرکت‌های تامین مالی تجاری، موسسات پس‌انداز و وام، کارگزاری‌ها، شرکت‌های بیمه، اتحادیه‌های اعتباری، اوراق قرضه، عرضه خصوصی و کمک‌های دولتی. در تامین مالی از طریق سرمایه، تامین‌کننده مالی در زمره مالکان بنگاه قرار می‌گیرد.

### فروش سهام مالکیت در ازای سرمایه (تأمین مالی از طریق سهام)
فرایند افزایش سرمایه از طریق فروش سهام در یک بنگاه اقتصادی است. تامین مالی از طریق سهام، عمدتاً به فروش بهره مالکیت برای جمع‌آوری وجوه لازم برای اهداف تجاری اشاره دارد این نوع تامین مالی شامل طیف گسترده‌ای درمقیاس و دامنه می‌شود.

## وضعیت تسهیلات‌دهی بانک‌ها در ایران
بانک‌ها در ایران تسهیلات‌دهی را غالباً محدود به بنگاه‌های بسیار بزرگ اقتصادی می‌کنند که با توجه به ابعاد تولیدشان به وضوح توان بازپرداخت خواهند داشت. از سوی دیگر اکثر این بنگاه‌های اقتصادی در واقع روابط قوی با دولت دارند: یا دولتی‌اند، یا خصوصی شده اما همچنان مدیریت دولتی دارند یا به هر صورت مرتبط به دولت هستند. در این رقابت نابرابر، بنگاه‌های خرد و کوچک که بخش اصلی اشتغال کشور هم در آن‌ها ایجاد می‌شود، دستشان از دریافت تسهیلات کوتاه می‌ماند.

## تامین مالی جمعی از طریق فرابورس
یکی دیگر از روش‌های تامین مالی برای شرکت‌های با سایز متوسط، استفاده از تامین مالی جمعی یا کرادفاندینگ است.